# Locul fosilifer Ormeniș
Locul fosilifer Ormeniș (monument al naturii) este o arie protejată de interes național ce corespunde categoriei a III-a IUCN (rezervație naturală de tip paleontologic) situată în județul Brașov, pe teritoriul administrativ al comunei Ormeniș.

## Localizare
Rezervația naturală cu o suprafață de 2,80 ha, este situată în partea nord-estică a județului Brașov (aproape de limita teritorială cu județul Covasna) și vestică a satului Ormeniș, pe partea stângă a râului Olt, lângă drumul județean (DJ131B) care leagă Apața de satul Augustin.

## Descriere
Rezervația naturală a fost declarată arie protejată prin Legea Nr.5 din 6 martie 2000, publicată în Monitorul Oficial al României, Nr.152 din 12 aprilie 2000 (privind aprobarea Planului de amenajare a teritoriului național - Secțiunea a III-a - zone protejate) și reprezintă un complex de marne nisipoase cu faună (atribuită cretacicului superior) constituită din resturi fosile de inocerami, amoniti, echinoderme sau tellina.